# Igor Kon
 (septembre 2018).
Igor Semionovitch Kon, est un sociologue, sexologue et universitaire russe, né le 21 mai 1928 à Leningrad et mort le 27 avril 2011 à Moscou. 

## Biographie
Diplômé de l'Université pédagogique d'Etat Herzen en histoire en 1947 et de sciences peu de temps après en 1950. Il reçut aussi le diplôme du docteur en sciences d'Etat de 1959 à l'Université de Leningrad. Il travaille à l'institut pédagogique de Vologda en 1950-1952, l'institut chimique et pharmaceutique de Leningrad en 1953-1956, l'université d’État de Leningrad en 1956-1967, l'institut de philosophie de l'Académie des sciences de l'URSS en 1967-1968, l'institut de recherche sociales de l'Académie des sciences russe en 1968-1972 et l'institut des sciences sociales en 1972-1974. Il est chercheur en chef de l'institut d'ethnologie de l'Académie des sciences de Russie en 1974.
Il a été l'un des premiers soviétiques à écrire des manuels sur la sociologie. Il est connu comme expert en sexologie et santé sexuelle. Il commence à étudier ces questions au milieu des années 1960. Il édite un manuel pour les étudiants, intitulé (Vvedeniye v seksologiyu) [introduction a la sexologie 1988-2005].
Il meurt à l'âge de 82 ans d'un cancer.